# Siąszyce
Siąszyce (prononciation : [ɕɔ̃ˈʂɨt͡sɛ]) est un village polonais de la gmina de Rychwał (powiat de Konin, voïvodie de Grande-Pologne, située au centre-ouest de la Pologne).

## Géographie
Siąszyce est situé à environ 5 kilomètres au sud de Rychwał, à 22 kilomètres au sud de Konin et à 95 kilomètres au sud-est de Poznań (chef-lieu de la voïvodie). 
Il se trouve à environ 80 km au nord-ouest de Lodz et à 200 km à l'ouest de Varsovie.
Sa population était de 400 habitants en 2006.

## Histoire
C'est le lieu de naissance d'Alojzy Prosper Biernacki (1778-1854), agronome et homme politique polonais mort en exil en France.
De 1975 à 1998, Siąszyce faisait partie de la voïvodie de Konin.